# Landesanstalt für Landwirtschaft, Ernährung und Ländlichen Raum

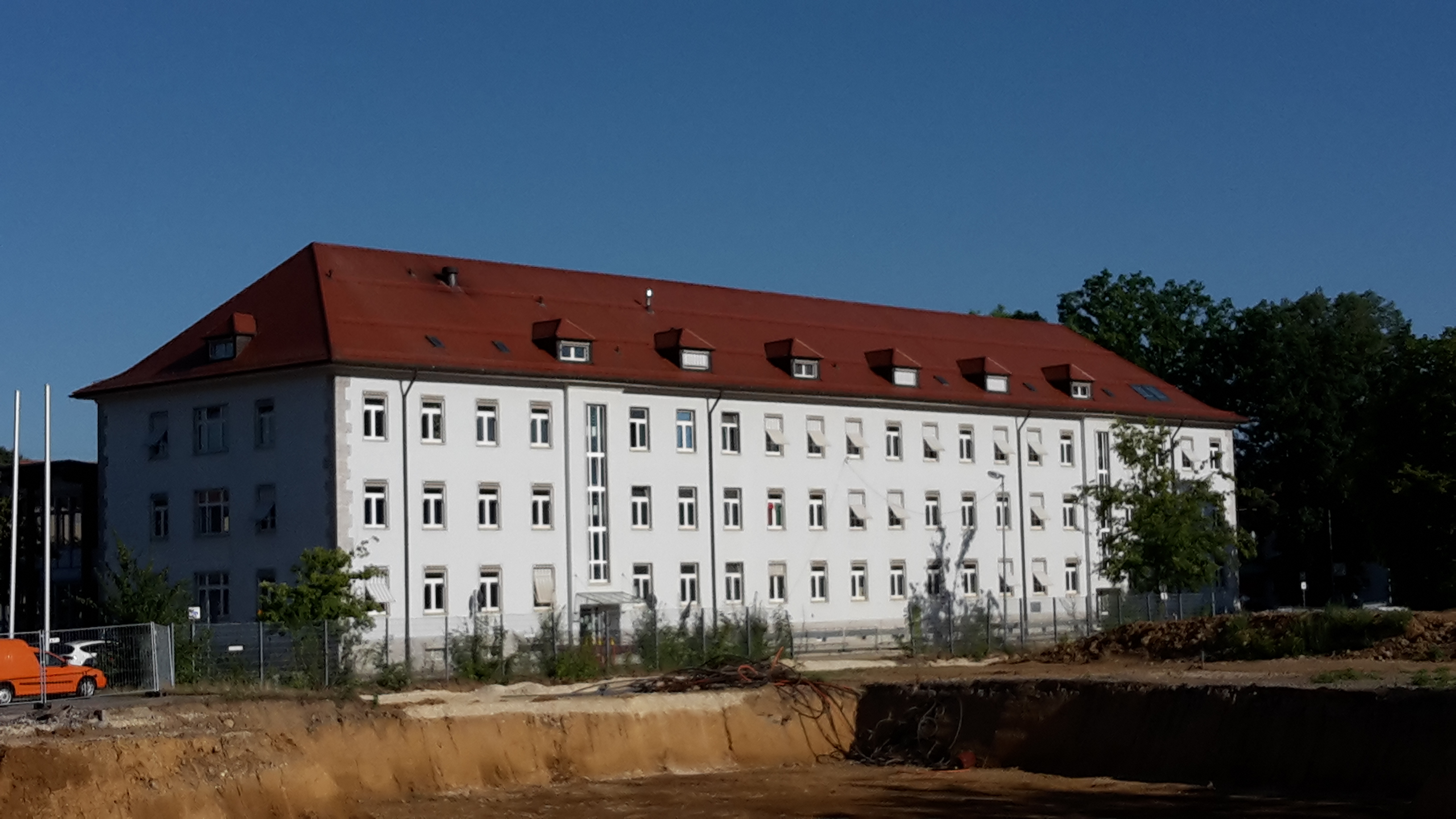
Sitz der Landesanstalt in Schwäbisch Gmünd in der ehemaligen Hardt-Kaserne

Die Landesanstalt für Landwirtschaft, Ernährung und Ländlichen Raum (offizielle Abkürzung: LEL) hat ihren Sitz in Schwäbisch Gmünd. Die LEL ist ein fachliches Kompetenz- und Bildungszentrum für die Landwirtschaft und den ländlichen Raum in Baden-Württemberg. Sie ist dem Ministerium für Ländlichen Raum und Verbraucherschutz Baden-Württemberg (MLR) direkt nachgeordnet und gehört zu einer Gruppe von insgesamt 9 Landesanstalten der Landwirtschaftsverwaltung in Baden-Württemberg.

## Geschichte
1949 wurde das Staatliche Forschungs- und Beratungsinstitut für Höhenlandwirtschaft in Donaueschingen gegründet. Es sollte ursprünglich nach dem Wegfall der ostdeutschen Kartoffelanbaugebiete dazu beitragen, in höher gelegenen Gebieten eine Intensivierung der Nahrungsmittelproduktion zu erreichen und die dafür notwendigen Beratungsaktivitäten bündeln. 1962 wurde das Institut in Staatliches Beratungsinstitut umbenannt und die Aufgabenbereiche erweitert und neu gefasst. 1968 erfolgte die Umwandlung zur Landesanstalt für die Anpassung der Landwirtschaft.
Nach dem Umzug 1972 von Donaueschingen nach Ostfildern-Kemnat erhielt die Anstalt den Namen Landesanstalt für Entwicklung der Landwirtschaft und der ländlichen Räume. 1992 wurde die LEL neu strukturiert und übernahm unter anderem ab 1995 auch die pädagogische Ausbildung des höheren landwirtschaftlichen Dienstes im Rahmen der Laufbahnausbildung, 1997 wurde die Akademie Ländlicher Raum Baden-Württemberg in die LEL integriert.
Im Februar 1995 wurde die LEL an den heutigen Standort nach Schwäbisch Gmünd verlegt, in ein Gebäude der ehemaligen Hardt-Kaserne, ergänzt mit einem Neubau für die Fortbildungsräume. Gleichzeitig wurde ein  Gästehaus zur Unterbringung der Fortbildungsteilnehmer angemietet.
Im Oktober 2018 wurde die Landesanstalt umbenannt in Landesanstalt für Landwirtschaft, Ernährung und Ländlichen Raum. Zugleich wurde an der LEL das Landeszentrum für Ernährung als neue Abteilung eingerichtet.

## Struktur
Die LEL ist in 6 Abteilungen gegliedert:
- Abt. 1  Bildung und Beratung
- Abt. 2  Nachhaltige Unternehmensentwicklung
- Abt. 3  Ländliche Entwicklung und Landschaft
- Abt. 4  Agrarmärkte und Qualitätssicherung
- Abt. 5  Akademie Ländlicher Raum Baden-Württemberg
- Abt. 6  Landeszentrum für Ernährung

## Aufgaben
Zu den Aufgaben der Landesanstalt zählen unter anderem:

### Abteilung 1 – Bildung und Beratung
Kernaufgaben sind die fachliche Fortbildung der Mitarbeiter der Landwirtschaftsverwaltung, die Aus- und Weiterbildung, die Weiterentwicklung der Beratung und der Wissenstransfer. Als Mitglied in einem internationalen Netzwerk von Bildungseinrichtungen bietet die Abteilung 1 CECRA-Seminare zur methodischen Qualifizierung von Beratungskräften für den ländlichen Raum an und bildet die Nachwuchskräfte für die Landwirtschaftsverwaltung Baden-Württemberg aus. Weiterhin erarbeitet sie Unterlagen für die landwirtschaftlichen Fachschulen und die Unteren Landwirtschaftsbehörden und koordiniert das Internet- und Intranetangebot der Landwirtschaftsverwaltung Baden-Württemberg.

### Abteilung 2 – Nachhaltige Unternehmensentwicklung
Die Abteilung 2 erarbeitet ökonomische Auswertungen, Kalkulations- und Planungsdaten, EDV-Anwendungen und Präsentationen für Ausbildung, Beratung und Praxis. Weiterhin stellt sie Informationen zum ökologischen Landbau in Baden-Württemberg bereit. Außerdem unterstützt die Abteilung das MLR Baden-Württemberg bei der Bewertung und Weiterentwicklung von agrarpolitischen Maßnahmen.

### Abteilung 3 – Ländliche Entwicklung und Landschaft
Ein Aufgabenbereich der Abteilung 3 ist die Information und Unterstützung der Landwirtschafts- und Naturschutzverwaltung bei Fragen zu Förder- und Ausgleichsprogrammen. Die Abteilung initiiert und begleitet Modelle und Projekte zur Entwicklung der Kulturlandschaft und zur Sicherung landwirtschaftlich bedeutender Flächen. In der Abteilung findet die Koordinierung der Landschaftserhaltungsverbände in Baden-Württemberg statt. Schließlich ist die Abteilung bei Erstellung, Monitoring und Evaluierung des Maßnahmen- und Entwicklungsplans Ländlicher Raum (MEPL) beteiligt.

### Abteilung 4 – Agrarmärkte und Qualitätssicherung
Das Aufgabengebiet der Abteilung 4 reicht von der Verbesserung der Markttransparenz über die Qualitätssicherung und Energieberatung in der Landwirtschaft bis hin zur Ernährungsnotfallvorsorge. Hierzu gehören Preisnotierungen, die Erstellung von Beratungs- und Schulungsunterlagen, die Durchführung von Aus- und Fortbildungen sowie die Unterstützung des MLR.

### Abteilung 5 – Akademie Ländlicher Raum Baden-Württemberg (ALR)
Die ALR trägt als Informationszentrum und dialogorientiertes Forum zur Stärkung des Ländlichen Raums bei. Im Vordergrund stehen die umfassende Information von entsprechenden Zielgruppen und die Aufnahme ihrer Anregungen als Handlungshinweise für die Politik der Landesregierung. Themenschwerpunkte sind die Bereiche Kommunalentwicklung, Landschaft, Landwirtschaft sowie Kultur und Neue Medien.

### Abteilung 6 – Landeszentrum für Ernährung
Das Landeszentrum für Ernährung wurde zum 1. Januar 2019 neu gegründet. Es verankert das Thema nachhaltige und gesundheitsfördernde Ernährung im gesellschaftlichen Diskurs und setzt sowohl im Bereich der Ernährungsbildung als auch im Bereich der Gemeinschaftsverpflegung mit Veranstaltungen, Fortbildungen, Vernetzungsplattformen und Lehr- und Informationsmaterialien Impulse. Die Kooperation mit Partnern aus Wissenschaft, Wirtschaft, Verwaltung und Institutionen auf Landes- und Bundesebene ist dabei zentrales Element. Eine Zusammenarbeit besteht mit den Ernährungszentren sowie den Fachbereichen Ernährung und Hauswirtschaft an den Landratsämtern.